# Esteban Ocon
Pour les articles homonymes, voir Ocon (homonymie).
Esteban Ocon, né le 17 septembre 1996 à Évreux (Eure), est un pilote automobile français. Vainqueur du championnat d'Europe de Formule 3 en 2014 puis du championnat de GP3 Series 2015, il fait ses débuts en Formule 1 l'année suivante, au sein de l'écurie Manor Racing et devient, à 19 ans et 345 jours, le plus jeune Français à prendre le départ d'une épreuve de Formule 1, qu'il termine en seizième position.
Engagé par Force India en 2017, il devient le plus jeune Français à inscrire un point en Grand Prix. À l'arrivée du Grand Prix des États-Unis, il devient le pilote novice ayant terminé le plus grand nombre de courses consécutivement depuis ses débuts dans la discipline, vingt-sept épreuves, et détrône Max Chilton. Il entre à dix-huit reprises dans les points en vingt manches, avec comme meilleurs résultats deux cinquièmes places, et se classe huitième du championnat ; la saison suivante, reconduit chez Force India, Ocon finit douzième du championnat du monde.
Sans volant en 2019, il devient pilote d'essai pour Mercedes Grand Prix, avant d’être titularisé par Renault F1 Team pour la saison 2020, où il s'adjuge le premier podium de sa carrière à Sakhir. L'année suivante, son contrat est prolongé pour trois saisons supplémentaires, alors que l'équipe est rebaptisée Alpine F1 Team ; il obtient la première victoire de sa carrière à l'arrivée du Grand Prix de Hongrie, devenant le quatorzième Français vainqueur en Formule 1. Après cinq saisons au sein de l'écurie française, Ocon rejoint Haas F1 Team en 2025.

## Biographie

### Karting et monoplace

#### 1996-2011: jeunesse et débuts en karting
Esteban Ocon naît à Évreux le 17 septembre 1996. Sa famille, originaire de Malaga, s'est ensuite installée en France ; les parents d'Esteban Ocon, Laurent et Sabrina, tiennent alors un garage à la naissance de ce dernier.
Ocon découvre le karting à quatre ans et demi dans un centre de loisirs, le pratique dans le jardin parental avant de s'engager en compétition en catégorie mini-kart dont il devient le champion d'Île-de-France en 2004 et 2005,. En 2006, il participe à quelques compétitions locales et au championnat de France minimes où il termine huitième et premier débutant. L'année suivante, il remporte le championnat de France, avant de s'imposer en catégorie cadets en championnat de France en 2008.
En 2009, il est repéré par la structure Gravity Sport Management, sous la houlette d'Éric Boullier, et passe en catégorie KF3 et dispute notamment la WSK International Series dans laquelle il se classe trente-cinquième. Il se classe également trente-cinquième du championnat d'Espagne de KF3 et quatrième de la Bridgestone Europe Cup. L'année suivante, toujours en KF3, ses résultats sont aussi modestes : trente-cinquième de l'Italian Open Masters, septième de la Winter Cup, sixième de la WSK Nations Cup . Il obtient néanmoins la deuxième place du Trofeo Andrea Margutti.
Pour sa dernière saison en karting, en 2011, Ocon est vingt-septième du CIK-FIA Karting Academy Trophy et quatorzième de la CIK-FIA World Cup for KF3. Neuvième de l'ERDF Masters Kart-Junior puis sixième du Trofeo Andrea Margutti, il finit vice-champion des WSK Euro Series-KF3 et champion de France KF3,.

#### 2012-2013: débuts en monoplace
En 2012, Esteban Ocon fait ses débuts en monoplace en Eurocup Formula Renault 2.0 avec Koiranen GP et se classe quatorzième avec 31 points (quatre entrées dans les points dont un podium à domicile).
En 2013, toujours dans la même compétition, il rejoint ART Junior Team et intègre le Lotus F1 Junior Team. Avec trois podiums dont une victoire au circuit Paul-Ricard, il termine troisième du championnat avec un total de 159 points, derrière le champion Pierre Gasly et Oliver Rowland. Cette même année, le Français intègre le championnat d'Europe de Formule 3 et débute au Grand Prix de Macao au sein de Prema Powerteam.

### Champion en formules de promotion et essais en Formule 1

#### 2014: titre en Formule 3 et tests en Formule 1

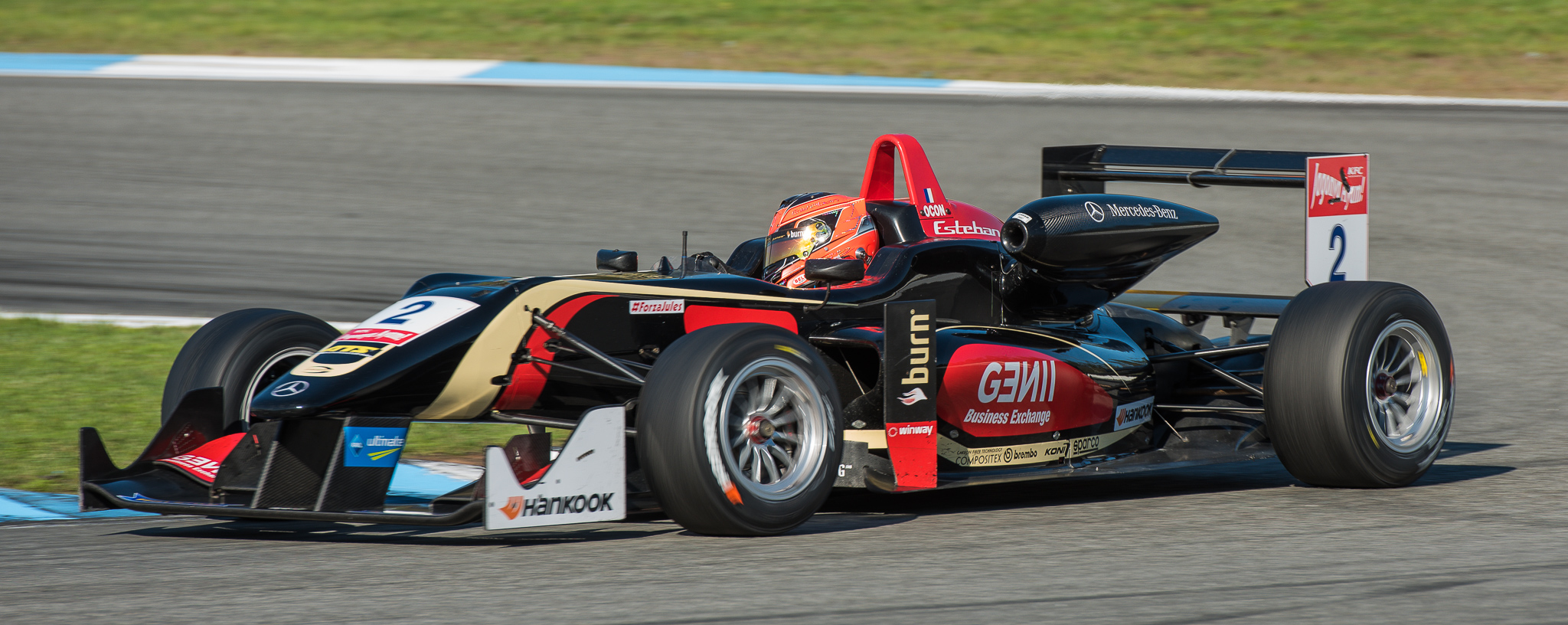
Esteban Ocon en Formule 3 sur le circuit d'Hockenheim en 2014.

En 2014, Esteban Ocon poursuit sa collaboration avec l'écurie italienne Prema Powerteam dans le cadre du Championnat d'Europe de Formule 3. Il prend rapidement les rênes du championnat grâce à un excellent début de saison où il termine les douze premières courses dans les points, avec un total de onze podiums. À partir de la mi-saison, il voit la montée en puissance de son principal adversaire Max Verstappen, qui grâce à six victoires consécutives, revient sur lui au championnat. Ocon réussit à inverser la tendance en s'imposant lors des trois épreuves du meeting russe, ce qui lui permet de reprendre le large au championnat. Le 12 octobre, il remporte le titre à l'issue de la manche d'Imola,. Également sacré meilleur débutant de l'année, son écurie Prema Powerteam est sacrée championne des constructeurs lors de la dernière manche du championnat.
La récompense du champion d'Europe de Formule 3 est un test F1 avec la Scuderia Ferrari le 29 octobre. Toutefois, en tant que membre du Lotus F1 Junior Team, Lotus F1 lui offre deux journées de tests à bord de la Lotus E20, une semaine avant. En plus d'être membre de Lotus F1, de faire une journée de tests avec Ferrari, Ocon est courtisé par Mercedes Grand Prix qui loue, par l'intermédiaire de Toto Wolff, les performances du Français, souhaitant l'intégrer à leur filière de jeunes pilotes. Lors du dernier Grand Prix de l'année 2014, à Abou Dabi, il réalise sa première séance d'essais libres au volant de la Lotus E22 et participe à la deuxième journée d'essais privés post-saison, peu après la course.
En parallèle à sa saison de Formule 3, Esteban Ocon est engagé par l'écurie britannique Comtec Racing pour disputer les dernières manches du championnat de Formule Renault 3.5,. Il se classe vingt-troisième du championnat, avec 2 points en trois courses, alors que le calendrier est composé de 17 courses.
Fin novembre, il participe aux essais post-saison du championnat de GP2 Series 2014 avec l'équipe française DAMS, aux côtés de son compatriote Pierre Gasly, qui a réalisé six épreuves dans la discipline, prouvant l'intérêt de la structure tricolore pour les deux pilotes. Gasly, plus expérimenté, effectue les meilleurs temps lors des trois journées d'essais, tandis qu'Ocon termine avec le deuxième meilleur temps des essais. À la fin de la saison, Esteban Ocon participe à la Course des Champions pour représenter l'Équipe de France, aux côtés de Romain Grosjean, tenant du titre. Il réalise également début décembre, des essais avec Mercedes-Benz pour le Deutsche Tourenwagen Masters, au volant d'une Mercedes C-Coupé. Même s'il évoque sa difficulté à « s'adapter à la voiture car on ne voit pas grand-chose en comparaison avec une monoplace », il « espère avoir une nouvelle opportunité de conduire cela un jour. ». Nommé débutant de l'année 2014 par Auto Hebdo (France) le 31 décembre, il reçoit les louanges d'Alan Permane, le directeur des opérations piste de Lotus F1 Team, qui qualifie le Français d'une « star en devenir »,.

#### 2015: soutien de Mercedes et sacre en GP3 Series
Après l'annonce de DAMS d'aligner Pierre Gasly et Alex Lynn dans leur équipe GP2, la structure de management d'Ocon (Gravity), ne semble pas réunir assez de budget pour une année en monoplace. De plus, Jolyon Palmer, champion GP2 en titre, devient 3e pilote Lotus. Finalement, grâce à la bourse donnée par Pirelli au champion d'Europe de F3, il intègre le GP3 Series avec pour objectif le titre avec l'écurie française ART Grand Prix. La structure de management d'Esteban Ocon, Gravity, détenue par Genii, actionnaire majoritaire de Lotus F1, est mise en liquidation judiciaire en avril.

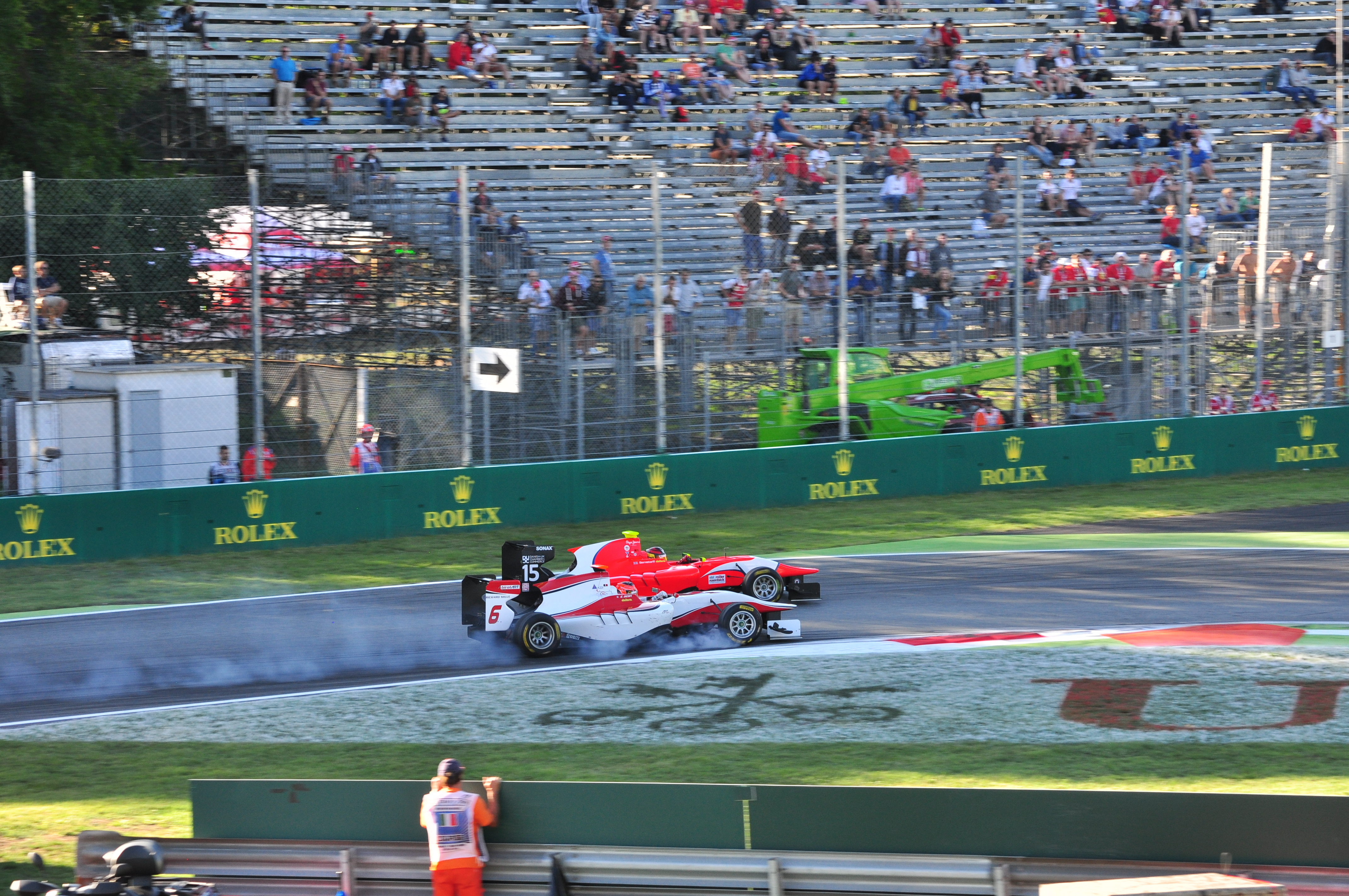
Esteban Ocon (au premier plan) en GP3 en 2015 à Monza.

Après des semaines de rumeurs envoyant Ocon chez Mercedes-Benz, quittant Lotus, Mercedes et Ocon officialisent leur accord le 7 mai. En plus d’être soutenu financièrement par Mercedes, le Français est nommé au poste de pilote d'essais et de réserve pour Mercedes en Deutsche Tourenwagen Masters. Considéré par Toto Wolff comme « un jeune homme très talentueux et l'une des stars du futur », Mercedes déclare et espère que « cette année sera la première d'une longue collaboration »,. Juste après le Grand Prix d'Espagne 2015, il est nommé pilote d'essais par Force India et prend le volant de la Force India VJM08 lors de la deuxième journée d'essais privés, toujours à Barcelone,.
Pour le début de la saison 2015 des GP3 Series, Esteban Ocon et ART Grand Prix s'annoncent comme de crédibles candidats pour le titre. À l'issue du premier meeting, le Français décroche la victoire et prend la tête du championnat pilote. Vers la mi-saison, le protégé de Mercedes voit l'Italien Luca Ghiotto lui passer devant au classement général et se fait même distancer. Grâce à une excellente régularité avec neuf deuxièmes places consécutives, il revient peu à peu sur son rival au championnat. À l'issue d'un final à suspense à Abou Dabi, Ocon bat Ghiotto et remporte le titre ; il contribue également à la première place de son écurie au championnat constructeurs.
Mercedes-Benz décide d'exercer l'option qu'elle avait sur le Français, faisant de lui un pilote officiel de la firme allemande, et le pilote essayeur de Mercedes F1 ; « Nous avons exercé notre option sur lui car cela fait un moment qu'il est avec nous et qu'il suit notre équipe DTM, il est pilote d’essais en DTM et il s’est bien intégré et a fait du très bon travail en GP3. C’est quelqu’un que nous voulions vraiment avoir dans la famille et c’est pourquoi nous avons exercé l’option. » déclare Toto Wolff, directeur de Mercedes Motorsport.

#### 2016: pilote de réserve chez Renault et demi-saison en DTM

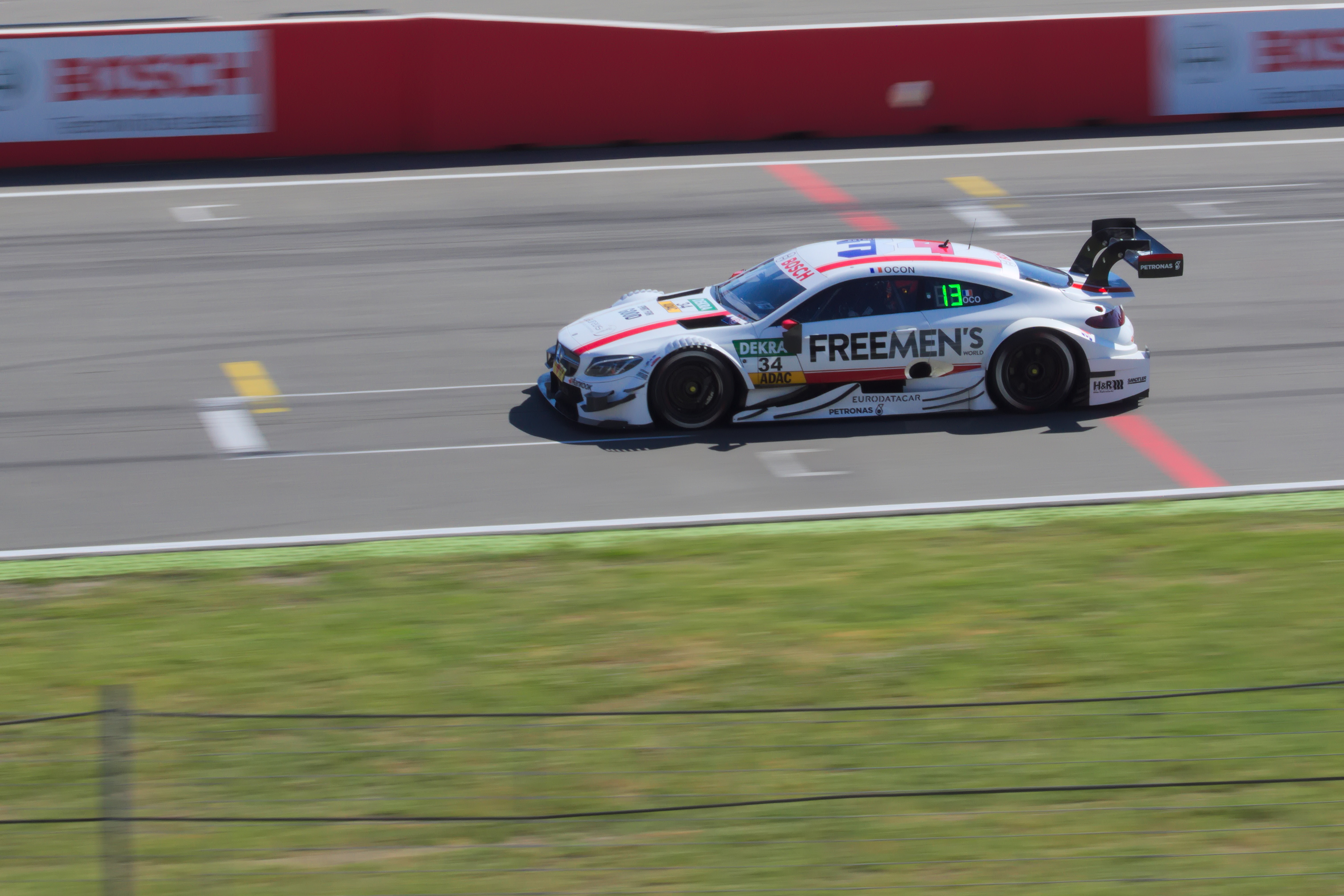
Ocon sur le Hockenheimring en DTM en 2016.

Le 3 février 2016, l'équipe Renault Sport Formula One Team est officiellement lancée, et Esteban Ocon est confirmé en tant que pilote de réserve et pilote essayeur, derrière les titulaires Kevin Magnussen et Jolyon Palmer, pour la saison 2016 de Formule 1. Il retrouve ainsi l'usine d'Enstone qu'il avait rejoint à l'âge de treize ans et quittée fin 2014. Malgré cette nomination chez Renault, il reste soutenu par Mercedes-Benz et Toto Wolff, qui veulent faire courir le pilote français, en plus de son programme en Formule 1. Il est considéré comme un « candidat potentiel » pour devenir titulaire à l'avenir, par Vasseur, alors que Cyril Abiteboul, déclare qu'Ocon est « pour l'instant, [...] prêté [par Mercedes à Renault] [...]. Après, qui sait ? ».
Lors des essais privés se déroulant sur le circuit de Barcelone, il dispute la première journée au volant de la Renault R.S.16, avec laquelle il se montre l'un des plus assidus en piste avec 105 tours bouclés et une nouvelle évolution moteur majeure. Pour le compte de Mercedes Grand Prix, il pilote la Mercedes F1 W07 lors de la seconde séance d'essais privés en juillet à Silverstone, où il effectue plus de 250 tours,,.
Après d'insistantes rumeurs, Mercedes-Benz annonce ses pilotes en Deutsche Tourenwagen Masters, le championnat très relevé de voitures de tourisme allemand : le seul changement comparé à la saison précédente est le remplacement de Pascal Wehrlein, champion en titre parti pour rejoindre Manor F1, par Esteban Ocon, qui combine ainsi Formule 1 et DTM pour l'année 2016,. Une semaine après, Mercedes-Benz annonce la répartition de ses huit pilotes dans les quatre équipes : Ocon est placé chez l'équipe française ART Grand Prix, qui l'avait emmené vers son titre en GP3 l'année dernière, et a pour coéquipier l'expérimenté Gary Paffett. Les débuts d'Esteban Ocon dans la saison 2016 de DTM sont mitigés : face à des pilotes bien plus expérimentés que lui, il réalise des qualifications intéressantes mais connait quelques déconvenues en courses, avec notamment trois abandons sur accrochages. Il décroche ses uniques points à Zandvoort, en terminant neuvième de la première course du weekend.

### Carrière en Formule 1

#### 2016: débuts en cours de saison chez Manor

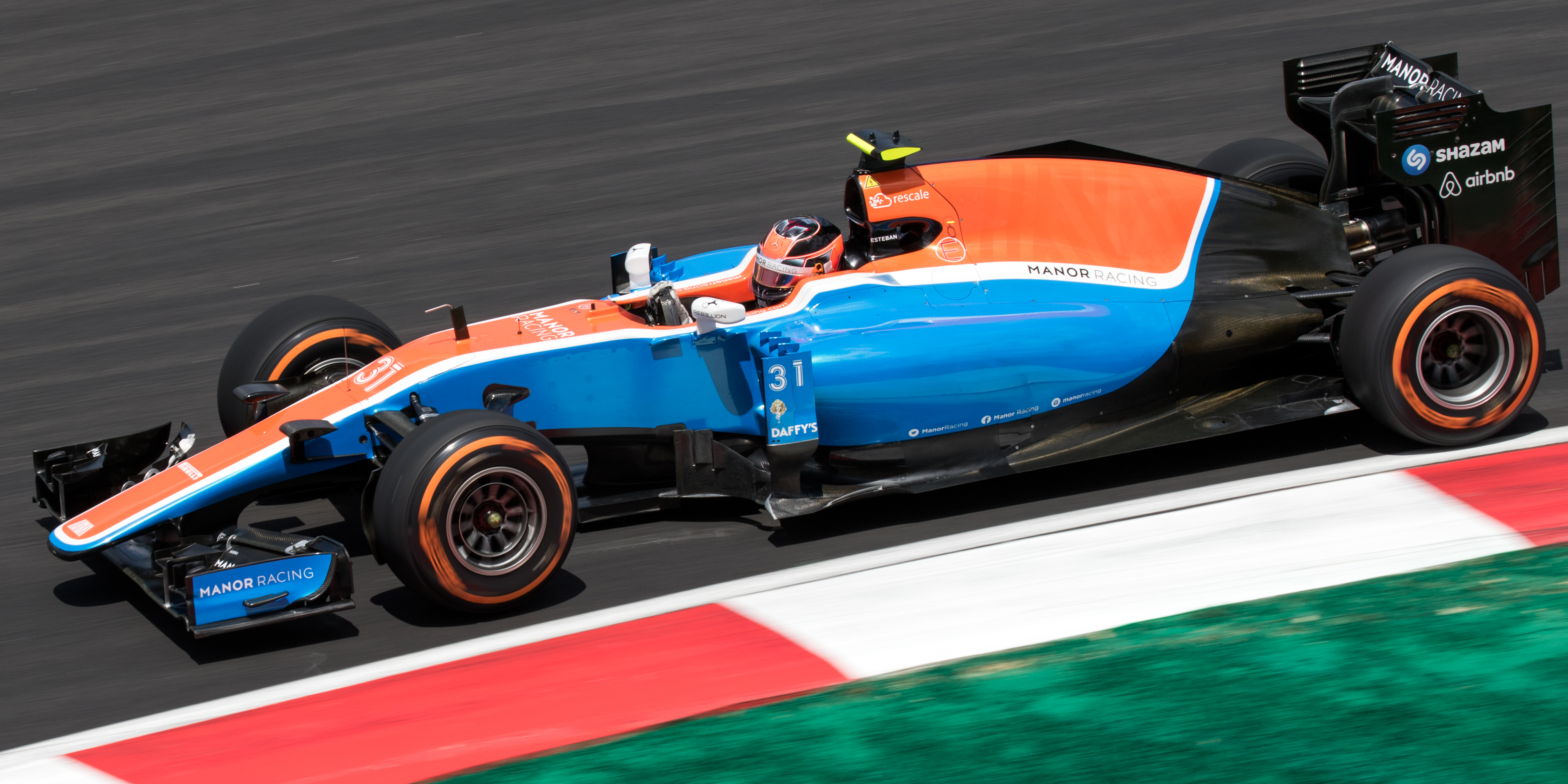
Esteban Ocon au Grand Prix de Malaisie 2016.

En août 2016, l'écurie Manor Racing annonce qu'Esteban Ocon remplace dorénavant Rio Haryanto en Formule 1. Comme numéro permanent en Formule 1, il choisit le no 31 avec lequel il a remporté son premier titre de champion de France minimes de karting en 2007. Qualifié en dix-septième position pour son premier Grand Prix, en Belgique, il devient le plus jeune pilote français au départ d'une épreuve de Formule 1 ; il termine seizième à un tour du vainqueur Nico Rosberg. Lors du Grand Prix de Malaisie, il bat pour la première fois de l'année son équipier Pascal Wehrlein en qualification ; il finit seizième de la course après avoir reçu une pénalité. Une semaine plus tard au Japon, pour la première fois de la saison, il bat son coéquipier sur l'intégralité du weekend. Au Grand Prix du Brésil, il se qualifie vingtième mais démarre la course dernier à cause d'une pénalité pour avoir gêné Jolyon Palmer. Au terme d'une épreuve mouvementée et animée par la pluie, Ocon obtient son meilleur résultat de la saison grâce à une douzième place. Il finit vingt-troisième du championnat du monde des pilotes avec aucun point.

#### 2017-2018: deux années avec Force India

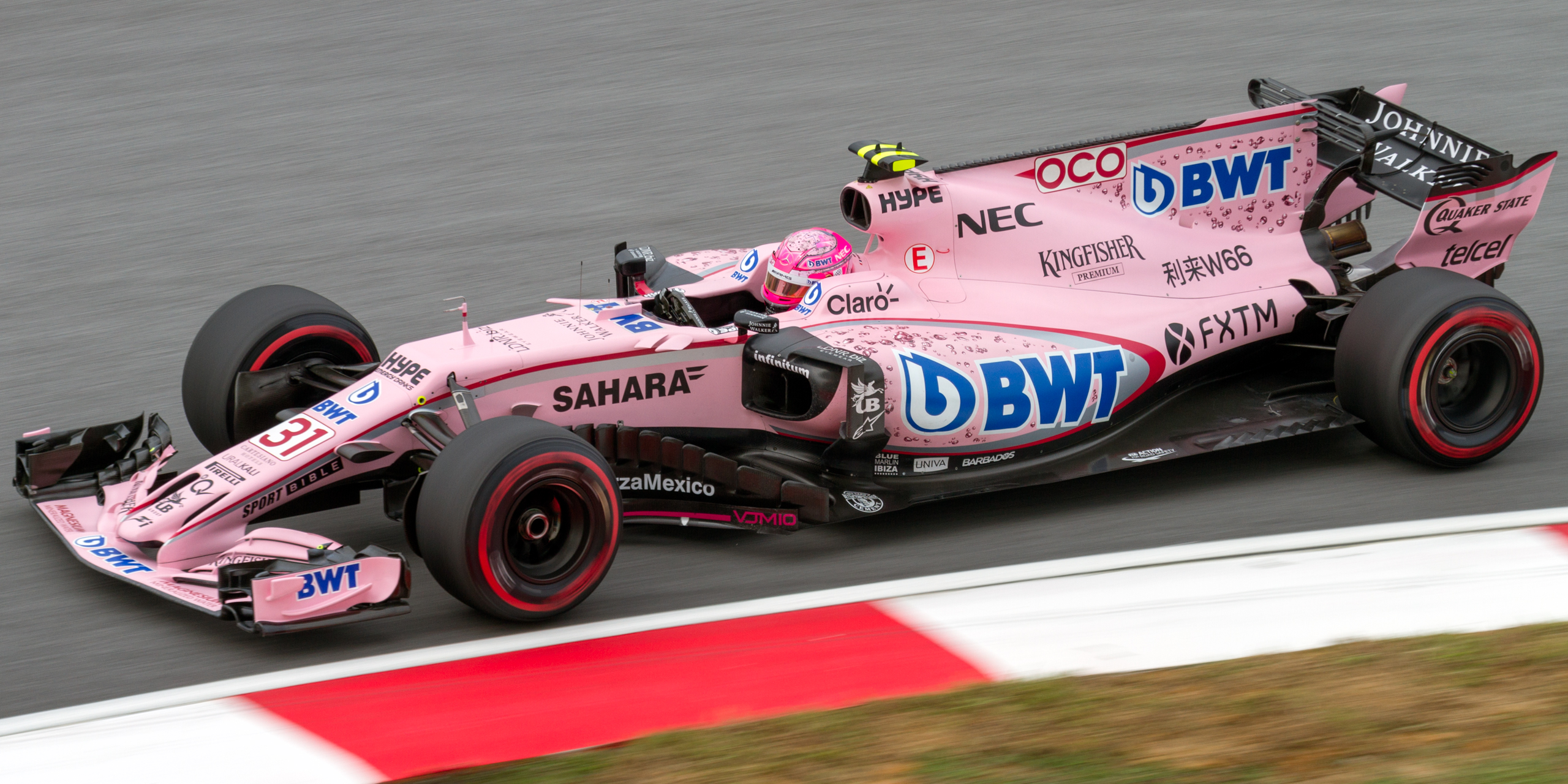
Ocon lors du Grand Prix de Malaisie 2017.

Le 10 novembre 2016, Esteban Ocon est engagé par Force India pour remplacer Nico Hülkenberg, en partance chez Renault F1 Team, et faire équipe avec Sergio Pérez en 2017. En terminant dixième du Grand Prix inaugural, en Australie, il devient le plus jeune pilote français à inscrire un point en Formule 1.
En Chine, qualifié en dernière position après une erreur de pilotage, il bénéficie des pénalités infligées à Grosjean, Giovinazzi et Palmer pour s'élancer dix-septième. Le lendemain, il remonte jusqu'à la dixième place. Une semaine plus tard, au Grand Prix de Bahreïn, il se classe à nouveau dixième. En Russie, il accède pour la première fois à la phase finale des qualifications et termine septième. Lors du Grand Prix d'Espagne qui marque le début de la saison européenne, le Français obtient son meilleur résultat de l'année grâce à une cinquième place. À Monaco, s'il ne marque pas, il bat son équipier pour la première fois de la saison. Au Grand Prix du Canada, il se qualifie parmi les dix premiers et occupe la seconde position de l'épreuve pendant plusieurs tours. En lutte contre son coéquipier qui ne lui laisse pas l'ouverture pour accéder à la quatrième place et tenter de ravir la troisième place à Daniel Ricciardo, il finit sixième de l'épreuve. En Grande-Bretagne, il franchit la ligne d'arrivée huitième, à un tour du vainqueur Lewis Hamilton.
Au Grand Prix de Belgique, après la pause estivale, Ocon percute son équipier à deux reprises et termine toutefois la course neuvième. Après ce nouvel accrochage, Force India menace de suspendre ses pilotes et ne les autorise plus à s'affronter en course pour le reste de l'année. Une semaine plus tard à Monza, il se qualifie en troisième position après les pénalisations de Max Verstappen et Daniel Ricciardo ; le lendemain, il se classe sixième. Lors du Grand Prix de Singapour, en difficulté pendant tout le weekend, il marque le point de la dixième place ; peu après le Grand Prix, il confirme sa présence au sein de l'équipe Force India en 2018. En terminant sixième aux États-Unis, il devient, avec 27 arrivées, le nouveau recordman du nombre d'arrivées consécutives en Formule 1 pour un débutant. Cinquième du Grand Prix du Mexique, sa série s'arrête au Brésil après un accrochage avec son compatriote Romain Grosjean. Au terme de l'année, il se classe huitième du championnat avec 87 points.

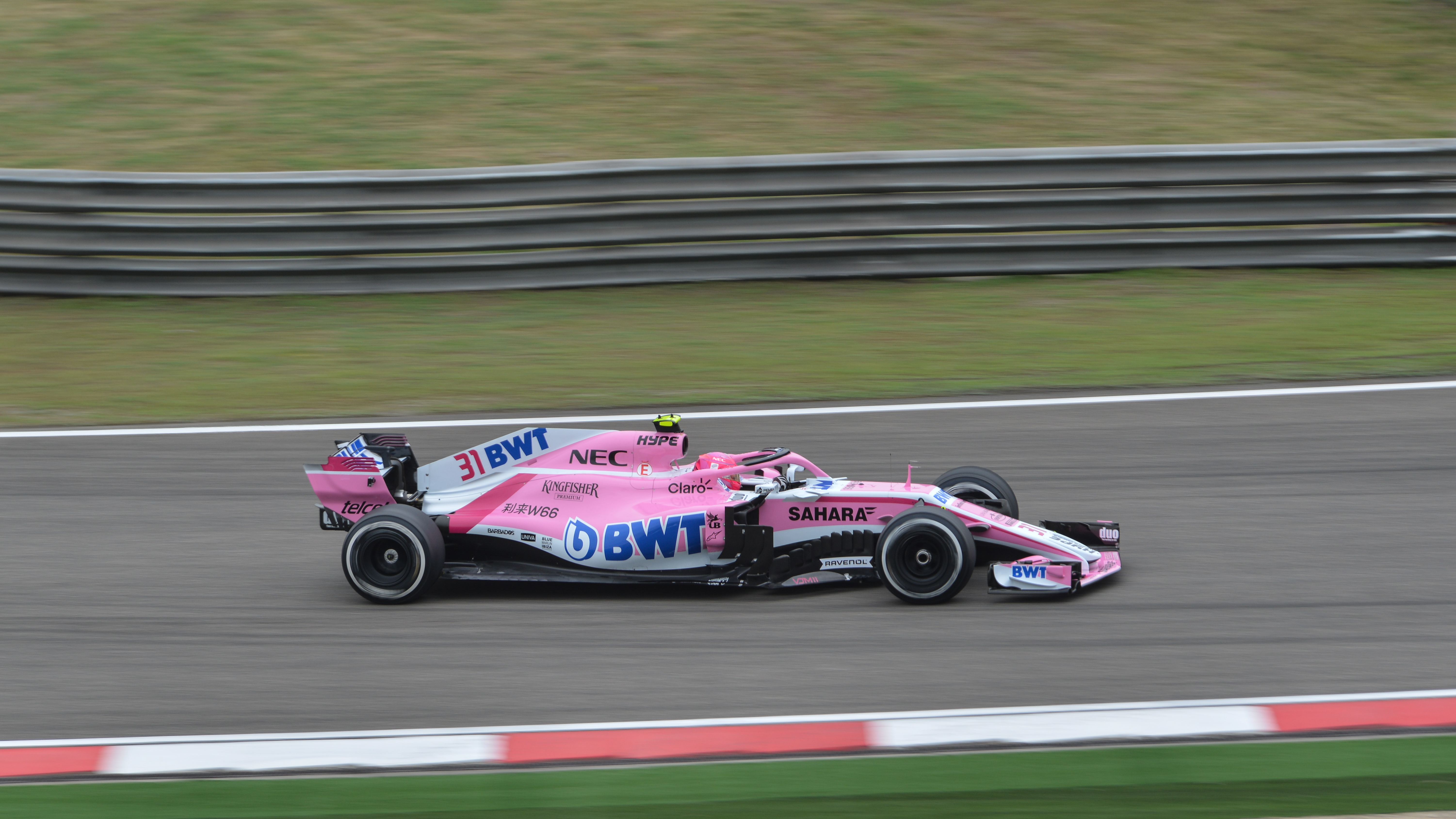
Esteban Ocon durant le Grand Prix de Chine 2018.

Lors de la deuxième épreuve de la saison 2018, Esteban Ocon obtient le point de la dixième place. Au Grand Prix d'Azerbaïdjan, il abandonne dès le premier tour après un accrochage avec Kimi Räikkönen. Pour le retour en Europe, lors du Grand Prix d'Espagne, il abandonne à cause d'un problème de refroidissement moteur. Il termine sixième à Monaco et obtient 8 points. Néanmoins, cette performance est entachée par le fait qu'Esteban Ocon a volontairement laissé passer Lewis Hamilton au douzième tour de l'épreuve, sur ordre du directeur de l'écurie de Formule 1 Mercedes Grand Prix, Toto Wolff, qui est également le manager du pilote français. Pour son Grand Prix national, il se qualifie onzième mais en course, le Français abandonne dès les premiers hectomètres après un accrochage avec Pierre Gasly. Sixième en Autriche et septième en Grande-Bretagne, il pointe à la onzième place du championnat, devant son coéquipier.
En Belgique, après la pause estivale, Ocon réalise la meilleure qualification de Racing Point Force India F1 Team durant la saison en prenant la troisième place sur la grille ; le lendemain, il franchit la ligne d'arrivée sixième. Lors du Grand Prix de Singapour, il est percuté dès le premier tour par son équipier et doit abandonner. En Russie et au Japon, il obtient les points de la neuvième position. Huitième sous le drapeau à damier du Grand Prix des États-Unis, il est disqualifié car sa monoplace n'était pas en conformité avec la règle de débit de carburant. Au quarante-quatrième tour du Brésil, chaussé de pneus neufs, il tente de se dédoubler face au leader de l'épreuve Max Verstappen dans les esses de Senna mais percute le pilote néerlandais qui part en tête-à-queue et doit laisser la victoire à Lewis Hamilton ; Ocon est alors pénalisé d'un stop-and-go pour conduite agressive envers le leader. À la fin de la course, Verstappen, très énervé, bouscule le Français lors de la procédure obligatoire de la pesée et est condamné à deux jours de travail d'intérêt général. Pour son dernier Grand Prix avec Force India à Abou Dabi, il abandonne en fin d'épreuve et se classe douzième du championnat avec 49 points.
Remplacé par Lance Stroll chez Force India (qui devient Racing Point F1 Team à la suite de son rachat par Lawrence Stroll) pour la saison 2019, Ocon rejoint Mercedes, où il occupe le poste de pilote de réserve et de développement. Le 29 août 2019, Renault F1 Team annonce le recrutement d'Esteban Ocon en tant que titulaire ;  il signe un contrat pour les championnats 2020 et 2021 avec une option pour les deux années suivantes.

#### 2020: arrivée chez Renault F1 Team et premier podium

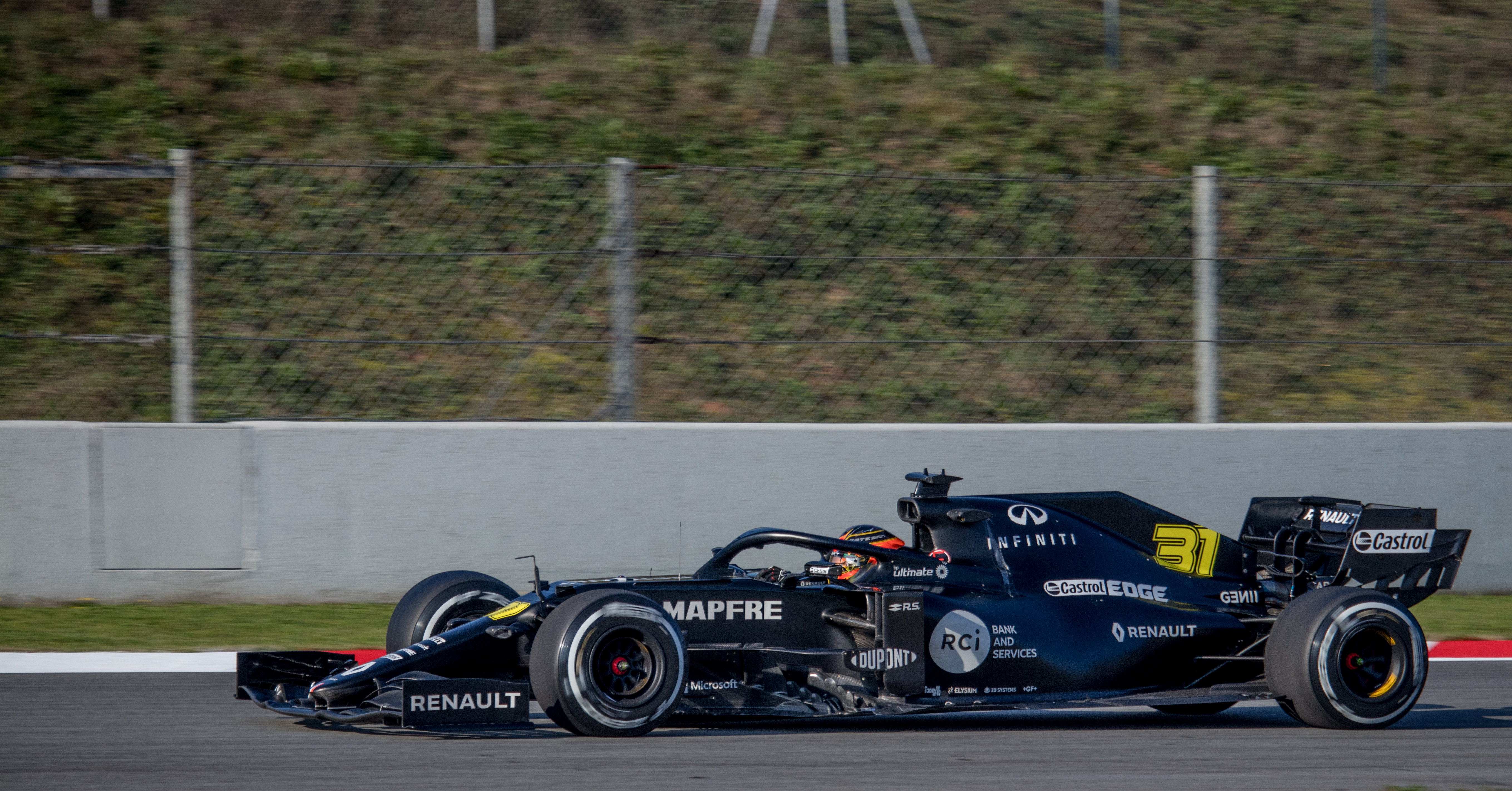
Esteban Ocon lors des essais hivernaux à Barcelone en 2020.

La pandémie de Covid-19 perturbe fortement le championnat 2020, comme l'ensemble des manifestations sportives dans le monde ; si bien que la saison débute en Autriche le 5 juillet. Durant la première manche de l'année, Esteban Ocon connaît une qualification compliquée mais profite d'une fin de course ponctuée par trois sorties de la voiture de sécurité pour remonter et obtenir les premiers points de son écurie grâce à une huitième position. Une semaine plus tard, en Styrie, alors qu'il se bat pour une nouvelle place dans les points, il abandonne sur problème moteur. Au Grand Prix de Grande-Bretagne, il effectue plusieurs dépassements dans le peloton pour remonter à la huitième place ; en fin d'épreuve, il profite des crevaisons de Carlos Sainz Jr. et de Valtteri Bottas pour finir sixième. Onzième des qualifications du Grand Prix du 70e anniversaire, il démarre quatorzième à cause d'une pénalité pour avoir gêné George Russell lors de son tour rapide ; le lendemain, grâce à une bonne stratégie, il termine huitième. En Belgique, le Français s'adjuge une cinquième position. Lors du Grand Prix de Toscane, il subit son deuxième abandon de la saison et chute à la douzième place du championnat. Au Portugal, onzième sur la grille de départ, il marque des points pour la septième fois de l'année en franchissant la ligne d'arrivée huitième. À Sakhir, Ocon  se qualifie à la onzième position sur la grille ; au terme d'une course agrémentée d'incidents et de rebondissements, il obtient le premier podium de sa carrière en se classant deuxième. À l'occasion du dernier Grand Prix, il termine neuvième et se classe douzième du championnat avec 62 points.

#### 2021: première victoire en Formule 1

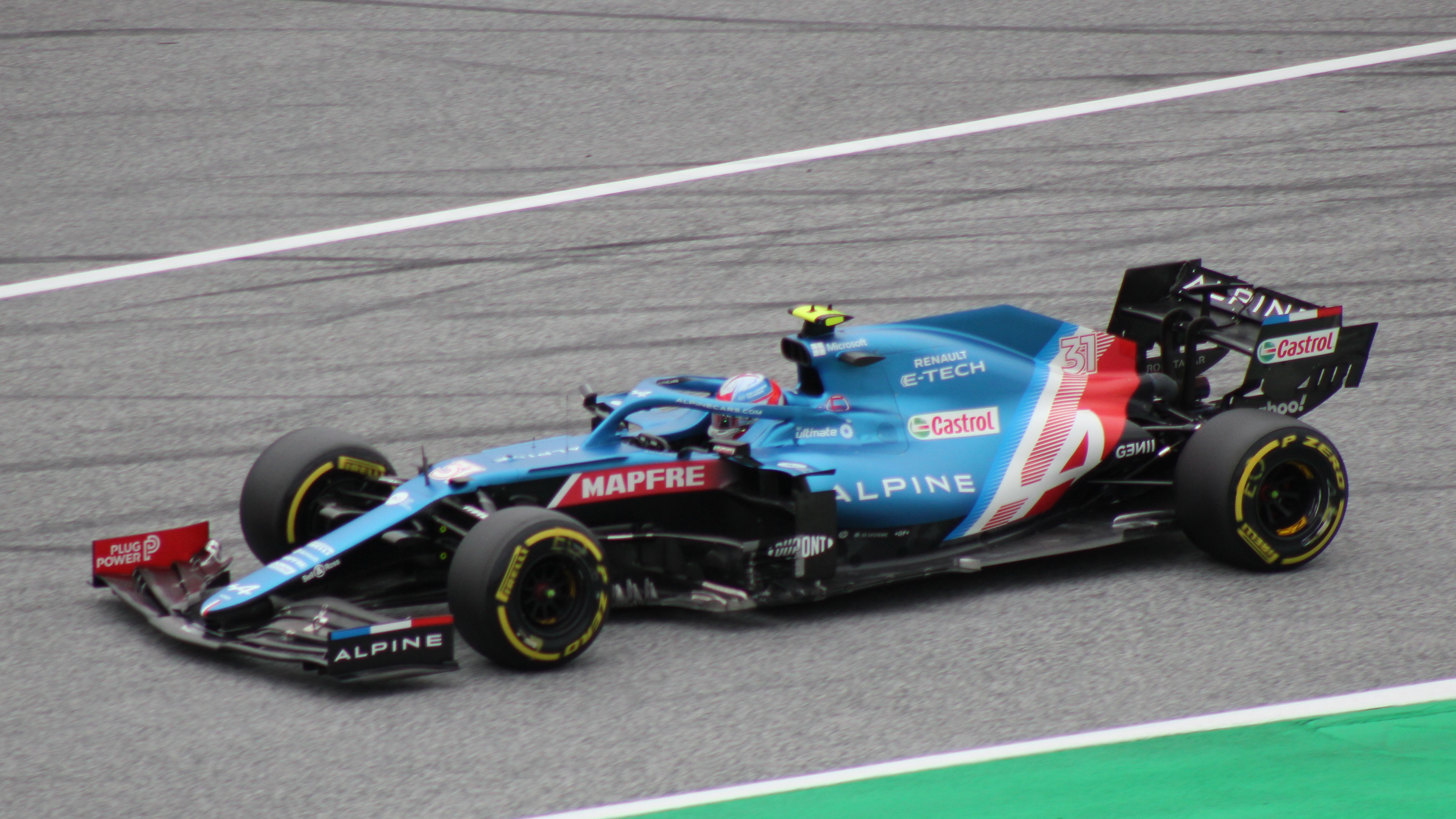
Ocon lors du Grand Prix d'Autriche 2021.

Ocon commence la saison 2021 au sein de l'écurie désormais rebaptisée Alpine F1 Team, aux côtés d'un nouveau coéquipier, Fernando Alonso, qui fait son retour en Formule 1. Lors du Grand Prix inaugural à Bahreïn, alors qu'il se bat pour conserver sa position, il est percuté par Vettel en fin d'épreuve et finit treizième. Dixième sous le drapeau à damier du Grand Prix d'Émilie-Romagne, au terme d'une course mouvementée et animée par la pluie, il bénéfice d'une pénalité infligée à Kimi Räikkönen pour obtenir les points de la neuvième place. Cinquième sur la grille du Grand Prix d'Espagne, il termine à nouveau neuvième puis marque encore deux points à Monaco avant d'abandonner au bout de trois tours à Bakou sur une casse de turbocompresseur, totalisant douze points après six manches. En amont du Grand Prix de France, l'écurie Alpine annonce la prolongation de son contrat jusqu'à la saison 2024.
Après quatre épreuves hors des points, neuvième du Grand Prix de Grande-Bretagne, il remonte à la treizième place du championnat. En Hongrie, profitant des faits de course, il passe de la huitième à la première place ; malgré la pression exercée par Sebastian Vettel, le Français remporte sa première victoire en Formule 1, devant l'Allemand (finalement disqualifié par la FIA) et Lewis Hamilton. Il devient ainsi le quatorzième Français à gagner en Formule 1 (après Pierre Gasly en 2020) et le 111e vainqueur de Grand Prix. Neuvième aux Pays-Bas et dixième en Italie, il pointe à la onzième position du championnat, derrière son équipier. Au Grand Prix d'Arabie saoudite, Esteban Ocon profite d'une course à rebondissements pour se hisser à la troisième place ; talonné par Bottas, en fin d'épreuve, il perd finalement la troisième position sur la ligne d'arrivée, le Finlandais arrachant le podium avec seulement 102 millièmes de seconde d'avance. Au terme de l'année, il se classe onzième du championnat avec 74 points.

#### 2022: deuxième année solide avec Alpine

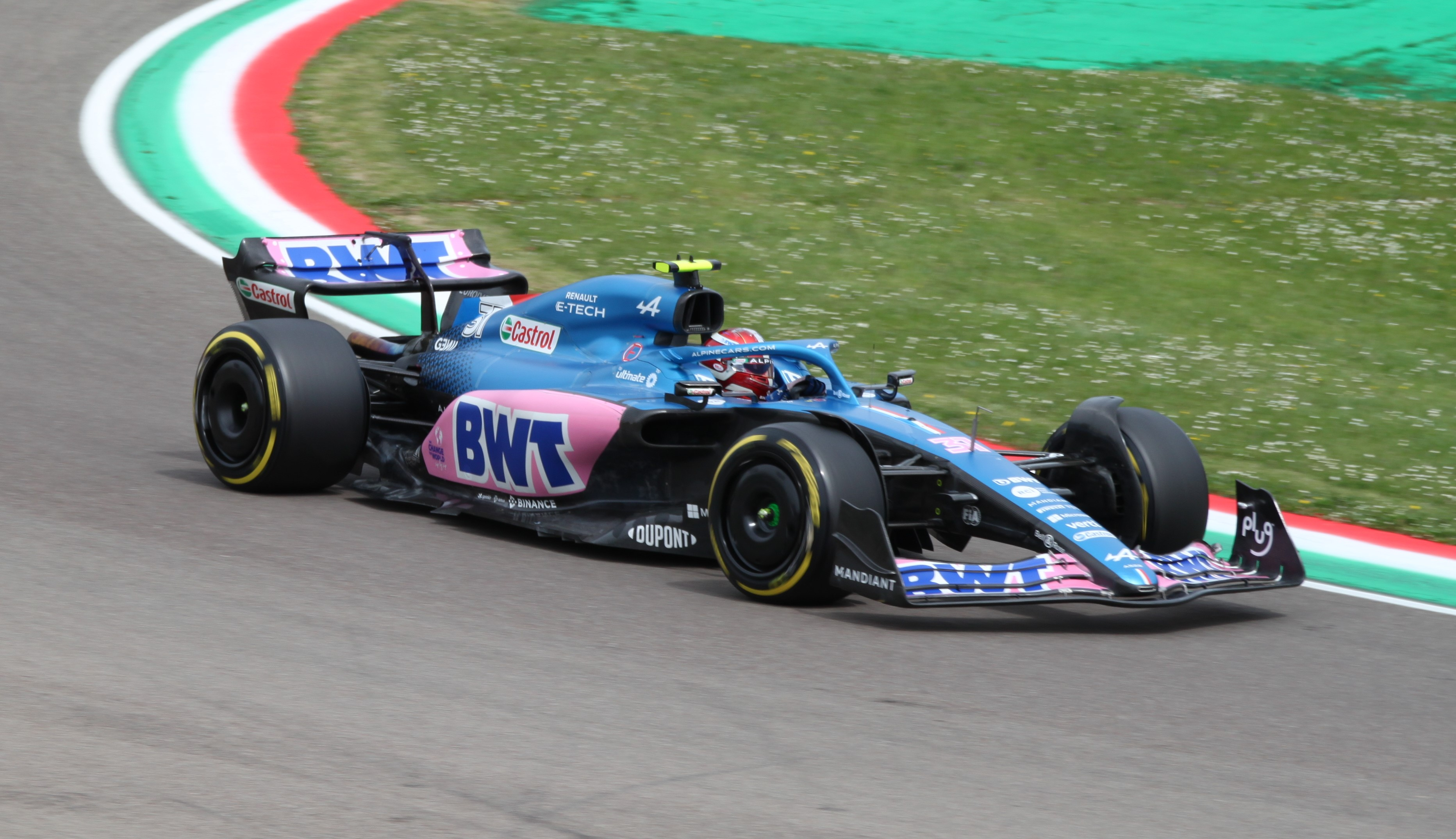
Esteban Ocon au Grand Prix d'Émilie-Romagne 2022.

Septième du Grand Prix inaugural, puis sixième après avoir bataillé avec son coéquipier durant les quinze premiers tours à Djeddah, Ocon pointe à la sixième position du championnat. Au premier Grand Prix de Miami de l'histoire, il détruit sa monoplace contre le mur, lors des essais libres du samedi matin et ne peut prendre part à la séance de qualifications. Parti dernier, il parvient, grâce à une stratégie opportune, à remonter à la huitième place. Septième en Espagne, le pilote français passe la barre des 300 points inscrits en Formule 1. Au Grand Prix du Canada, qualifié septième, il gagne une position en course ; avant d'abandonner en Grande-Bretagne, alors qu'il se battait pour les points.
Lors de son centième départ en Grand Prix (il est le dixième français à atteindre ce seuil), en Autriche, il franchit la ligne d'arrivée cinquième. En France, il parvient pour la première fois de sa carrière à marquer des points lors de son Grand Prix national, grâce à une huitième place. Cinquième des qualifications du Grand Prix de Belgique, il est pénalisé après le changement de son unité de puissance et s'élance quinzième ; le lendemain, il franchit la ligne d'arrivée septième après avoir effectué deux doubles dépassements en course. À Singapour, Esteban Ocon subit son deuxième abandon, avant d'obtenir, une semaine plus tard, son meilleur résultat de l'année, avec une quatrième position lors du Grand Prix du Japon. À São Paulo et à Abou Dhabi, il marque les points de la huitième et septième place ; ce qui lui permet de se classer huitième du championnat avec 92 points.

#### 2023: un podium et des déconvenues

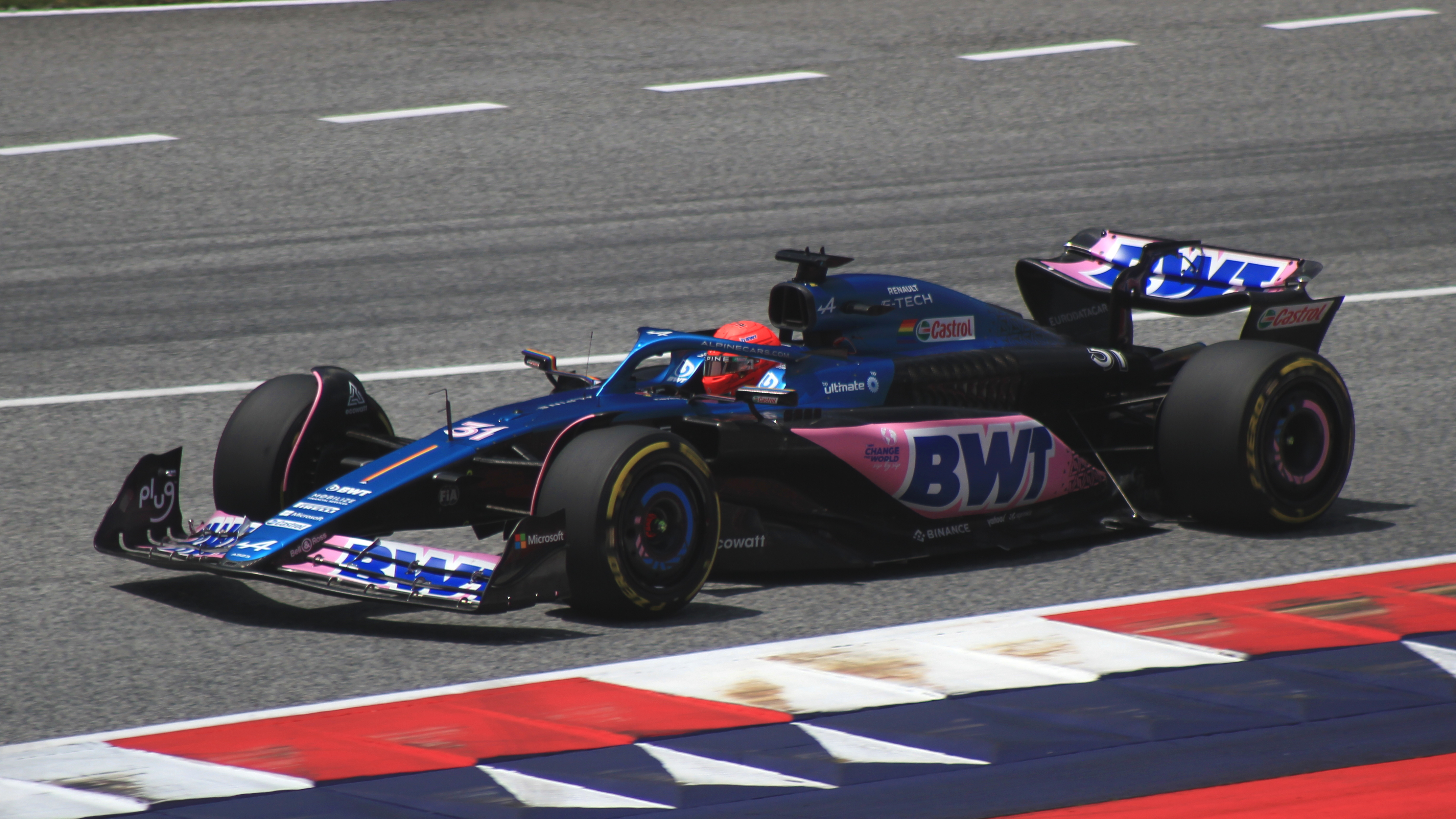
Ocon durant le Grand Prix d'Autriche 2023.

Désormais associé à Pierre Gasly, il est contraint d'abandonner lors du Grand Prix inaugural et inscrit ses premiers points à Djeddah, grâce à une huitième place,. Par la suite, Ocon subit deux courses tourmentées, avec notamment un violent accrochage avec son équipier sur le circuit de l'Albert Park, avant de franchir la ligne d'arrivée neuvième à Miami. À Monaco, troisième sur la grille, il réalise la meilleure qualification d'Alpine F1 Team de la saison ; il termine l'épreuve à la même position, obtenant le troisième podium de l'écurie française. Après quatre courses hors des points, il se classe huitième du Grand Prix de Belgique et dixième aux Pays-Bas. À Singapour, alors qu'il se bat pour une place dans les points, Esteban Ocon subit un sixième abandon et recule à la douzième place du championnat. Au Grand Prix du Japon, il se qualifie quatorzième et termine neuvième, juste devant son coéquipier après avoir bénéficié d'une consigne d'équipe durant le dernier tour pour changer leurs positions,. À Losail, qualifié huitième, il gagne une place en course bien que malade à cause des conditions climatiques difficiles. Il connaît une qualification compliquée lors du Grand Prix de Las Vegas mais profite d'une épreuve ponctuée par deux sorties de la voiture de sécurité pour franchir la ligne d'arrivée en quatrième position. Il termine douzième du championnat avec 58 points.

#### 2024: dernière saison difficile avec Alpine

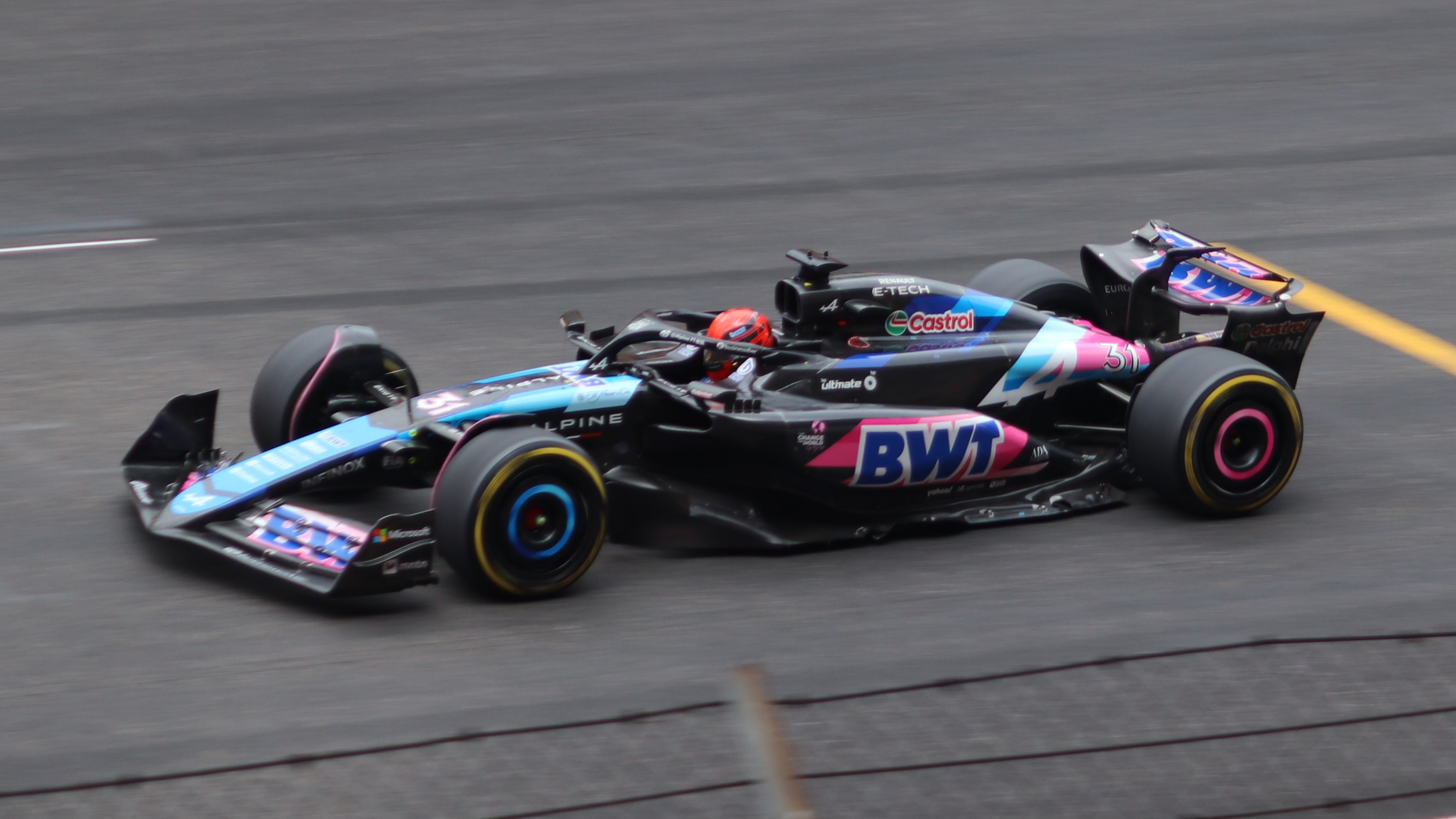
Ocon lors du Grand Prix de Chine 2024.

Ses espoirs de bien figurer au championnat sont rapidement douchés par le manque de compétitivité de l'Alpine A524. Les premiers Grands Prix se soldent par des positions en fond de classement ; après cinq manches, le Français n'a obtenu qu'une onzième place comme meilleur résultat. Lors du Grand Prix de Miami, il marque le premier point de son écurie en terminant dixième. À Monaco, qualifié onzième, il abandonne en début d'épreuve après avoir provoqué un accrochage avec son coéquipier ; ce qui lui vaut cinq places de pénalités sur la grille du Grand Prix du Canada qu'il termine dixième. Juste avant la manche canadienne, Alpine annonce qu'Ocon ne poursuivra pas sa carrière avec l'équipe française au-delà de la saison. En marge du Grand Prix de Belgique, où il se classe à la neuvième position, le Normand est officialisé par Haas F1 Team pour un contrat pluriannuel. Qualifié en dernière position à l'occasion de sa 150ème épreuve, il franchit la ligne d'arrivée quinzième. Aux États-Unis, malgré une manche difficile, il réalise le premier meilleur tour en course de sa carrière en Formule 1. À São Paulo, au terme d'une épreuve marquée par de nombreux rebondissements, il termine deuxième devant son équipier, réalisant un résultat inespéré pour son écurie. Au Qatar, Esteban Ocon est contraint d'abandonner quelques hectomètres après le départ à la suite d'un accrochage. À l'issue du Grand Prix, Alpine met un terme à sa collaboration avec le Français, remplacé par Jack Doohan dès Abou Dabi ; cette fin de contrat anticipée lui permet de disputer les essais d'après saison avec Haas.

#### 2025: transfert chez Haas
Qualifié onzième en Chine, il franchit la ligne d’arrivée septième après avoir effectué un dépassement osé sur Andrea Kimi Antonelli ; par la suite, il bénéfice de la disqualification des pilotes Ferrari pour marquer les points de la cinquième place. En raison d'une sortie de piste durant les qualifications du Grand Prix de Bahreïn, il s'élance quatorzième et parvient à remonter jusqu'à la huitième position grâce à une bonne stratégie. À Imola, il abandonne pour la première fois de l'année ; une semaine plus tard à Monaco, il se qualifie huitième et gagne une position en course. Lors du Grand Prix du Canada, après un bon départ, il termine neuvième et remonte au championnat. Durant le Grand Prix d'Autriche, il connaît des qualifications compliquées avec une dix-septième place sur la grille ; le lendemain, il finit dixième. Cinquième au départ de la course sprint en Belgique, il termine la manche à la même position.

## Résultats en compétition automobile

### Résultats en karting
| Saison | Championnat                     | Écurie          | Classement |
| ------ | ------------------------------- | --------------- | ---------- |
| 2004   | Coupe de France - Mini-kart     |                 | 16e        |
| 2005   | Coupe de France - Mini-kart     |                 | 5e         |
| 2006   | Championnat de France - Minimes |                 | 8e         |
| 2007   | Championnat de France - Minimes |                 | 1er        |
| 2008   | Championnat de France - Cadets  |                 | 1er        |
| 2009   | WSK International Series - KF3  |                 | 35e        |
| 2009   | Bridgestone Cup Europe - KF3    |                 | 4e         |
| 2009   | Championnat d'Espagne - KF3     |                 | 35e        |
| 2010   | WSK Nations Cup - KF3           |                 | 6e         |
| 2010   | Bridgestone Cup Europe - KF3    |                 | 6e         |
| 2010   | Italian Open Masters - KF3      |                 | 35e        |
| 2010   | CIK-FIA Coupe du Monde - KF3    |                 | 7e         |
| 2010   | Trophée Andrea Margutti - KF3   |                 | 2e         |
| 2010   | Winter Cup - KF3                |                 | 7e         |
| 2011   | Championnat de France - KF3     |                 | 1er        |
| 2011   | WSK Euro Series - KF3           | GSM One Karting | 2e         |
| 2011   | CIK-FIA Karting Academy Trophy  |                 | 27e        |
| 2011   | CIK-FIA Coupe du Monde - KF3    |                 | 14e        |
| 2011   | Trophée Andrea Margutti - KF3   | GSM Karting     | 6e         |
| 2011   | ERDF Masters Kart - Junior      |                 | 9e         |

### Résultats en monoplace
| Saison | Championnat                                    | Écurie              | Courses | Victoires | Pole positions | Meilleurs tours | Podiums | Points inscrits | Classement    |
| ------ | ---------------------------------------------- | ------------------- | ------- | --------- | -------------- | --------------- | ------- | --------------- | ------------- |
| 2012   | Eurocup Formula Renault 2.0                    | Koiranen Motorsport | 14      | 0         | 0              | 0               | 1       | 31              | 14e           |
| 2012   | Formula Renault 2.0 Alps                       | Koiranen Motorsport | 9       | 0         | 0              | 1               | 2       | 69              | 7e            |
| 2013   | Eurocup Formula Renault 2.0                    | ART Junior Team     | 14      | 2         | 1              | 1               | 5       | 159             | 3e            |
| 2013   | Formula Renault 2.0 NEC                        | ART Junior Team     | 8       | 1         | 0              | 3               | 3       | 122             | 12e           |
| 2013   | MotorSport Vision Formula 3 Cup (en)           | Lanan Racing        | 2       | 0         | 0              | 0               | 1       | non-attribution | pilote invité |
| 2013   | Coupe intercontinentale de Formule 3 de la FIA | Prema Powerteam     | 2       | 0         | 0              | 0               | 0       | non-attribution | 10e           |
| 2014   | Championnat d'Europe de Formule 3              | Prema Powerteam     | 33      | 9         | 15             | 7               | 21      | 478             | Champion      |
| 2014   | Formula Renault 3.5 Series                     | Comtec Racing       | 3       | 0         | 0              | 0               | 0       | 2               | 23e           |
| 2015   | GP3 Series                                     | ART Grand Prix      | 18      | 1         | 3              | 5               | 14      | 253             | Champion      |

### Résultats en championnat du monde de Formule 1
| Saison | Écurie                           | Châssis           | Moteur                    | Pneus   | GP disputés | Pole positions | Victoires | Podiums | Meilleurs tours | Dans les points | Abandons | Points inscrits | Classement |
| ------ | -------------------------------- | ----------------- | ------------------------- | ------- | ----------- | -------------- | --------- | ------- | --------------- | --------------- | -------- | --------------- | ---------- |
| 2016   | Manor Racing MRT                 | Manor MRT05       | Mercedes V6 turbo hybride | Pirelli | 9           | 0              | 0         | 0       | 0               | 0               | 0        | 0               | 23e        |
| 2017   | Sahara Force India F1 Team       | Force India VJM10 | Mercedes V6 turbo hybride | Pirelli | 20          | 0              | 0         | 0       | 0               | 18              | 1        | 87              | 8e         |
| 2018   | Sahara Force India F1 Team       | Force India VJM11 | Mercedes V6 turbo hybride | Pirelli | 12          | 0              | 0         | 0       | 0               | 6               | 3        | 49              | 12e        |
| 2018   | Racing Point Force India F1 Team | Force India VJM11 | Mercedes V6 turbo hybride | Pirelli | 9           | 0              | 0         | 0       | 0               | 4               | 2        | 49              | 12e        |
| 2020   | Renault DP World F1 Team         | Renault R.S.20    | Renault V6 turbo hybride  | Pirelli | 17          | 0              | 0         | 1       | 0               | 10              | 4        | 62              | 12e        |
| 2021   | Alpine F1 Team                   | Alpine A521       | Renault V6 turbo hybride  | Pirelli | 22          | 0              | 1         | 1       | 0               | 14              | 3        | 74              | 11e        |
| 2022   | BWT Alpine F1 Team               | Alpine A522       | Renault V6 turbo hybride  | Pirelli | 22          | 0              | 0         | 0       | 0               | 16              | 2        | 92              | 8e         |
| 2023   | BWT Alpine F1 Team               | Alpine A523       | Renault V6 turbo hybride  | Pirelli | 22          | 0              | 0         | 1       | 0               | 13              | 7        | 58              | 12e        |
| 2024   | BWT Alpine F1 Team               | Alpine A524       | Renault V6 turbo hybride  | Pirelli | 23          | 0              | 0         | 1       | 1               | 5               | 2        | 23              | 14e        |
| 2025   | MoneyGram Haas F1 Team           | Haas VF-25        | Ferrari V6 turbo hybride  | Pirelli | 14          | 0              | 0         | 0       | 0               | 6               | 1        | 27              | 10e        |
|        | Total                            |                   |                           |         | 170         | 0              | 1         | 4       | 1               | 92              | 25       | 472             |            |

| Saison        | Écurie                                                      | Châssis           | Moteur                                  | Pneus | 1        | 2        | 3        | 4        | 5        | 6        | 7        | 8        | 9          | 10       | 11        | 12      | 13         | 14       | 15       | 16      | 17       | 18       | 19       | 20      | 21       | 22      | 23       | 24  | Classement | Points inscrits |
| ------------- | ----------------------------------------------------------- | ----------------- | --------------------------------------- | ----- | -------- | -------- | -------- | -------- | -------- | -------- | -------- | -------- | ---------- | -------- | --------- | ------- | ---------- | -------- | -------- | ------- | -------- | -------- | -------- | ------- | -------- | ------- | -------- | --- | ---------- | --------------- |
| 2016          | Manor Racing MRT                                            | Manor MRT05       | Mercedes V6 turbo hybride PU106C        | P     | AUS      | BAH      | CHN      | RUS      | ESP      | MON      | CAN      | EUR      | AUT        | GBR      | HON       | ALL     | BEL 16e    | ITA 18e  | SIN 18e  | MAL 16e | JPN 21e  | USA 21e  | MEX 21e  | BRE 12e | ABU 13e  |         |          |     | 23e        | 0               |
| 2017          | Sahara Force India F1 Team                                  | Force India VJM10 | Mercedes V6 turbo hybride M08 EQ Power+ | P     | AUS 10e  | CHN 10e  | BAH 10e  | RUS 7e   | ESP 5e   | MON 12e  | CAN 6e   | AZE 6e   | AUT 8e     | GBR 8e   | HON 9e    | BEL 9e  | ITA 6e     | SIN 10e  | MAL 10e  | JPN 6e  | USA 6e   | MEX 5e   | BRE Abd. | ABU 8e  |          |         |          |     | 8e         | 87              |
| 2018          | Sahara Force India F1 Team Racing Point Force India F1 Team | Force India VJM11 | Mercedes V6 turbo hybride M09 EQ Power+ | P     | AUS 12e  | BAH 10e  | CHN 11e  | AZE Abd. | ESP Abd. | MON 6e   | CAN 9e   | FRA Abd. | AUT 6e     | GBR 7e   | ALL 8e    | HON 13e | BEL 6e     | ITA 6e   | SIN Abd. | RUS 9e  | JPN 9e   | USA Dsq. | MEX 11e  | BRE 14e | ABU Abd. |         |          |     | 12e        | 49              |
| 2020          | Renault DP World F1 Team                                    | Renault R.S.20    | Renault V6 turbo hybride E-Tech 20      | P     | AUT 8e   | STY Abd. | HON 14e  | GBR 6e   | 70e 8e   | ESP 13e  | BEL 5e   | ITA 8e   | TOS Abd.   | RUS 7e   | EIF Abd.  | POR 8e  | EMI Abd.   | TUR 11e  | BAH 9e   | SAK 2e  | ABU 9e   |          |          |         |          |         |          |     | 12e        | 62              |
| 2021          | Alpine F1 Team                                              | Alpine A521       | Renault V6 turbo hybride E-Tech 21      | P     | BAH 13e  | EMI 9e   | POR 7e   | ESP 9e   | MON 9e   | AZE Abd. | FRA 14e  | STY 14e  | AUT Abd.   | GBR 9e   | HON 1er   | BEL 7e  | P-B 9e     | ITA 10e  | RUS 14e  | TUR 10e | USA Abd. | MEX 13e  | SAO 8e   | QAT 5e  | ARA 4e   | ABU 9e  |          |     | 11e        | 74              |
| 2022          | BWT Alpine F1 Team                                          | Alpine A522       | Renault V6 turbo hybride E-Tech RE22    | P     | BAH 7e   | ARA 6e   | AUS 7e   | EMI 14e  | MIA 8e   | ESP 7e   | MON 12e  | AZE 10e  | CAN 6e     | GBR Abd. | AUT 5e+6e | FRA 8e  | HON 9e     | BEL 7e   | P-B 9e   | ITA 11e | SIN Abd. | JAP 4e   | USA 11e  | MEX 8e  | SAO 8e   | ABU 7e  |          |     | 8e         | 92              |
| 2023          | BWT Alpine F1 Team                                          | Alpine A523       | Renault V6 turbo hybride E-Tech RE23    | P     | BAH Abd. | ARA 8e   | AUS 14e* | AZE 15e  | MIA 9e   | MON 3e   | ESP 8e   | CAN 8e   | AUT 14e+7e | GBR Abd. | HON Abd.  | BEL 8e  | P-B 10e    | ITA Abd. | SIN Abd. | JAP 9e  | QAT 7e   | USA Abd. | MEX 10e  | SAO 10e | LVE 4e   | ABU 12e |          |     | 12e        | 58              |
| 2024          | BWT Alpine F1 Team                                          | Alpine A524       | Renault V6 turbo hybride E-Tech RE24    | P     | BAH 17e  | ARA 13e  | AUS 16e  | JAP 15e  | CHN 11e  | MIA 10e  | EMI 14e  | MON Abd. | CAN 10e    | ESP 10e  | AUT 12e   | GBR 16e | HON 18e    | BEL 9e   | P-B 15e  | ITA 14e | AZE 15e  | SIN 13e  | USA 18e  | MEX 13e | SAO 2e   | LVE 17e | QAT Abd. | ABU | 14e        | 23              |
| 2025          | MoneyGram Haas F1 Team                                      | Haas VF-25        | Ferrari V6 turbo hybride Type 066/15    | P     | AUS 13e  | CHN 5e   | JAP 18e  | BAH 8e   | ARA 14e  | MIA 12e  | EMI Abd. | MON 7e   | ESP 16e    | CAN 9e   | AUT 10e   | GBR 13e | BEL 15e+5e | HON 16e  | P-B      | ITA     | AZE      | SIN      | USA      | MEX     | SAO      | LVE     | QAT      | ABU | 10e        | 27              |
| Légende : ici |                                                             |                   |                                         |       |          |          |          |          |          |          |          |          |            |          |           |         |            |          |          |         |          |          |          |         |          |         |          |     |            |                 |

#### Victoire en Formule 1
| no | Année | Manche | Date          | Grand Prix | Circuit     | Écurie         | Voiture | Position départ | Résumé |
| -- | ----- | ------ | ------------- | ---------- | ----------- | -------------- | ------- | --------------- | ------ |
| 1  | 2021  | 11/22  | 1er août 2021 | Hongrie    | Hungaroring | Alpine-Renault | A521    | 8e              | Résumé |